# Richard Rüdiger
Richard Rüdiger (* 8. November 1937 in München) ist ein deutscher Schauspieler.

## Leben
Rüdiger erhielt in der zweiten Hälfte der 1950er Jahre eine Schauspielausbildung bei Arnulf Schröder und Peter Riekmann, ehe er seine künstlerische Laufbahn am Münchner Volkstheater begann. Noch keine 20 Jahre alt, begann Rüdiger seine Karriere vor der Kamera. Rüdiger erhielt meist Nebenrollen in wenig bedeutsamen Filmen und war nahezu zeitgleich, seit 1958, in zahlreichen Fernsehproduktionen, oftmals als Gast in einzelnen Serienfolgen, zu sehen. 1970 erhielt er eine weitere Nebenrolle, diesmal neben Steve McQueen in einer groß angelegten Hollywood-Produktion, dem Rennfahrerstreifen Le Mans. Bereits Mitte der 1970er Jahre zog sich Rüdiger von der Fernseharbeit zurück. Zu dieser Zeit (1974) heiratete der in München ansässige Schauspieler die österreichische Berufskollegin Gerlinde Locker.

## Filmografie (Auswahl)
- 1957: Immer wenn der Tag beginnt
- 1958: Sie schreiben mit (TV-Serie)
- 1960: Eine Frau fürs ganze Leben
- 1962: Schneewittchen und die sieben Gaukler
- 1962: Barras heute
- 1963: Das Kriminalmuseum: Die Frau im Nerz
- 1964: Die lustigen Weiber von Tirol
- 1965: Alarm in den Bergen (TV-Serie)
- 1965: Kommissar Freytag (TV-Serie)
- 1965: Judith
- 1966: Die Welt des Wassers
- 1966: Gewagtes Spiel (TV-Serie) (Episode: Kleine Fische)
- 1967: Stine
- 1967: Der Tag, an dem die Kinder verschwanden
- 1968: Detektiv Quarles
- 1969: Der Kommissar (Episode: Die Pistole im Park)
- 1969: Stewardessen (TV-Serie)
- 1970: Le Mans
- 1970: Sie schreiben mit (TV-Serie) (Episode: Der Job)
- 1971: Einfach sterben…
- 1972: Die Schule der Frauen
- 1973: Schloß Hubertus
- 1973: Lieber reich – aber glücklich
- 1975: Spannagl & Sohn (TV-Serie)